# Stichoglossa semirufa
Stichoglossa semirufa är en skalbaggsart som först beskrevs av Wilhelm Ferdinand Erichson 1839.  Stichoglossa semirufa ingår i släktet Stichoglossa, och familjen kortvingar. Arten har ej påträffats i Sverige.